# جيمي سكينر (كاتب أغاني)
جيمي سكينر (بالإنجليزية: Jimmie Skinner)‏ هو كاتب أغاني أمريكي، ولد في 27 أبريل 1909، وتوفي في 27 أكتوبر 1979 في الولايات المتحدة.

## وصلات خارجية
- جيمي سكينر على موقع ميوزك برينز (الإنجليزية)
- جيمي سكينر على موقع ديسكوغز (الإنجليزية)